# 比奇格羅夫 (肯塔基州麥克萊恩縣)
比奇格羅夫（英語：Beech Grove）是一個位於美國肯塔基州麥克萊恩縣的人口普查指定地區。

## 地方資料
根據2020年美國人口普查的數據，比奇格羅夫的面積為4.81平方千米，當中陸地面積為4.78平方千米，而水域面積為0.03平方千米。當地共有人口282人，而人口密度為每平方千米58.63人。